# 大東流柔術
大東流（だいとうりゅう）とは、半田彌太郎（1847-1912）が開いた柔術の流派である。

## 歴史
半田彌太郎は、山名新九郎から天神真楊流、竹中勇から澁川流、関口氏胤から関口新心流を学んだ。
明治11年に大阪北区堂島裏町に盛武館を開いた。

## 内容
初段投技
腕被、衣被、髻捕、後捕、突掛、片胸捕、両胸捕、撞木、壁添、諸別、二人捕
居捕
御前捕、蹴落、引落、片手捕、両手捕、片胸捕、両胸捕、突拳、前捕、翼捕、挫返、後捕
立合捕
搦捕、片身捕、楓捕、片手捕、両手捕、片胸捕、両胸捕、返捕、拳捕、襟捕、行違、後捕
組打形初段
引落、膝車、足拂、腰車、拂投、踏違、後掛、横捨身、救投、送足、背負投、添投
組打形中段
共投、捨身、抱腰、前捨身、幻、片胸捕、立胸捕、小手挫、腕挫、外挫、内挫、釘抜

## 門人
半田弥太郎は大阪で多くの門人を育てた。
半田の盛武館には不遷流の田辺又右衛門が出稽古に来ており、田辺の弟子の伏見辰三郎が半田の後を継いだ。
海外に柔術を伝えた上西貞一や三宅タローは半田の門人であった。
- 半田彌太郎
  - 伏見辰三郎（不遷流 田辺又右衛門の門人）
  - 雑賀寅応（半田彌太郎の甥）
  - 坂田団次
  - 山本清蔵
  - 上西貞一
  - 三宅多留次
  - 肝付宗次（大東流から講道館に移籍）
  - 森一松（真揚心流 伊藤米蔵の門人）
  - 池田為次郎（大阪警察本部嘱託師範）
  - 山田萬一郎（不遷流師範）
  - 松田栄太郎（真貫流柔術 松田魁輔の子）
  - 狩野時治郎